# SpVgg Bayern Hof
El SpVgg Bayern Hof es un equipo de fútbol de Alemania que juega en la Bayernliga, la quinta liga de fútbol más importante del país.

## Historia
Fue fundado el 1 de junio de 1910 en la ciudad de Hof con el nombre Ballspielclub Hof, pero al año siguiente lo cambiaron por el de Britannia Hof. En 1913 se fusionaron con el FC Roland Hof y el FC Phoenix Hof para llamarse FC Bayern Hof.
Fue un equipo modesto en sus primeros años de existencia. En 1944 ascendieron a la Gauliga Bayern, una de las 16 ligas de Primera División creadas en Alemania bajo el Tercer Reich, pero al final de la Segunda Guerra Mundial y el final de las Gauligas provocaron la caída del club.
En 1951/52 lograron el ascenso a la 2. Oberliga Süd, manteniéndose por una década y constantemente se ubicaban entre los primeros 5 lugares de la tabla. En 1959 lograron ascender a la Oberliga Süd, en ese entonces conocida como Primera División, por primera ocasión en su historia, pero los pobres resultados obtenidos hicieron que no fueran incluidos en los equipos que en 1963 formarían la nueva liga profesional Bundesliga, por lo que entre los años 1960-1970 estuvieron en la Regionalliga Süd, obteniendo buenas actuaciones, pero insuficientes para conseguir el ascenso a la Bundesliga.
En 1978 bajaron a la Bayernliga y posteriormente a la Landesliga Bayern-Nord, donde pasaron 14 años como un equipo elevador. En el 2005 se fusionaron con el SpVgg Hof (fundado en 1898) para crear al equipo actual SpVgg Bayern Hof.
En 2019, la división profesional se escindió en SpVgg Bayern Hof Spielbetriebs GmbH. El club es el único accionista.

## Palmarés
- Regionalliga Süd: 1 (II)

1968
- Landesliga Bayern: 1 (II)

1947
- Landesliga Bayern-Nord: 5

1966‡, 1983, 1988, 1994, 2006
- 2nd Amateurliga Oberfranken Ost: 1 (IV)

1955‡
- Oberfranken Cup: 3

1996, 2000, 2004
- ‡ Ganados por el SpVgg Hof, el resto por el Bayern Hof.

## Temporadas recientes
Estas son las temporadas del club desde 1999:
| Temporada | Liga                   | División | Posición |
| 1999–2000 | Bayernliga             | IV       | 4º       |
| 2000–01   | Bayernliga             | IV       | 1º       |
| 2001–02   | Bayernliga             | IV       | 4º       |
| 2002–03   | Bayernliga             | IV       | 12º      |
| 2003–04   | Bayernliga             | IV       | 17º ↓    |
| 2004–05   | Landesliga Bayern-Nord | V        | 2º       |
| 2005–06   | Landesliga Bayern-Nord | V        | 1º ↑     |
| 2006–07   | Bayernliga             | IV       | 12º      |
| 2007–08   | Bayernliga             | IV       | 15º      |
| 2008–09   | Bayernliga             | V        | 10º      |
| 2009–10   | Bayernliga             | V        | 10º      |
| 2010–11   | Bayernliga             | V        | 15º      |
| 2011–12   | Bayernliga             | V        | 2º ↑     |
| 2012–13   | Regionalliga Bayern    | IV       | 17º      |
| 2013–14   | Regionalliga Bayern    | IV       | 17º ↓    |

- Con la introducción de las Bezirksoberligas en 1988 como el nuevo quinto nivel, por debajo de las Landesligas, todas las ligas descendieron un nivel. Con la introducción de las Regionalligas en 1994 y la 3. Liga en 2008 como el nuevo tercer nivel, por debajo de la 2. Bundesliga, todas las ligas bajaron un nivel. Con el nacimiento de la Regionalliga Bayern como el nuevo cuarto nivel en Baviera en 2012, la Bayernliga se dividió en las divisiones norte y sur, la cantidad de Landesligas subió de 3 a 5 y las Bezirksoberligas desaparecieron. Todas las ligas que estaban por debajo de las Bezirksligas subieron un nivel.

## Apariciones en la Copa de Alemania
| Temporada | Ronda    | Fecha                   | Local              | Visita              | Marcador | Asistencia |
| 1962–63   | 1        | 1 de junio de 1963      | FC Bayern Hof      | Hamburger SV        | 2–5      |            |
| 1967–68   | 1        | 27 de enero de 1968     | FC Bayern Hof      | Borussia M'gladbach | 0–1      |            |
| 1974–75   | 1        | 7 de septiembre de 1974 | Karlsruher SC      | FC Bayern Hof       | 0–1      |            |
| 1974–75   | 2        | 25 de octubre de 1974   | FC Bayern Hof      | VfL Bochum          | 2–2 aet  |            |
| 1974–75   | Replay 2 | 21 de diciembre de 1974 | VfL Bochum         | FC Bayern Hof       | 5–0      |            |
| 1975–76   | 1        | 1 de agosto de 1975     | VfR Bürstadt       | FC Bayern Hof       | 1–2      |            |
| 1975–76   | 2        | 18 de octubre de 1975   | 1. FC Mülheim      | FC Bayern Hof       | 1–3 aet  |            |
| 1975–76   | 3        | 13 de diciembre de 1975 | SG Wattenscheid 09 | FC Bayern Hof       | 2–3      |            |
| 1975–76   | 4        | 31 de enero de 1976     | FC Bayern Hof      | Hamburger SV        | 0–2      |            |
| 1976–77   | 1        | 6 de agosto de 1976     | FC Bayern Hof      | VfB Oldenburg       | 3–2      |            |
| 1976–77   | 2        | 16 de octubre de 1976   | Hertha BSC Berlin  | FC Bayern Hof       | 3–1      |            |
| 1977–78   | 1        | 29 de julio de 1977     | Concordia Hamburg  | FC Bayern Hof       | 2–0      |            |
| 1978–79   | 1        | 5 de agosto de 1978     | FC St. Pauli       | FC Bayern Hof       | 3–0 aet  |            |
| 1981–82   | 1        | 28 de agosto de 1981    | FC Bayern Hof      | Waldhof Mannheim    | 0–2      |            |
| 1982–83   | 1        | 27 de agosto de 1982    | FC Bayern Hof      | Arminia Bielefeld   | 0–5      |            |

Fuente: